# جان-جو اتول
جان-جو اتول (انگلیسی: John-Joe O'Toole؛ زادهٔ ۳۰ سپتامبر ۱۹۸۸) بازیکن فوتبال اهل بریتانیا است.
از باشگاه‌هایی که در آن بازی کرده است می‌توان به باشگاه فوتبال ساوتند یونایتد، باشگاه فوتبال کولچستر یونایتد، باشگاه فوتبال ویلدستون، باشگاه فوتبال بریستول راورز، باشگاه فوتبال نورث‌همپتون تاون، باشگاه فوتبال واتفورد، و باشگاه فوتبال شفیلد یونایتد اشاره کرد.
وی همچنین در تیم ملی فوتبال زیر ۲۱ سال جمهوری ایرلند بازی کرده است.